# Садику, Лорет
Лорет Садику (алб. Loret Sadiku; 28 июля 1991 года, Стокгольм) — косоварский футболист, играющий на позиции защитника в клубе «Хаммарбю».

## Клубная карьера
Лорет Садику — воспитанник шведского клуба «Вернаму», где он занимался футболом с 2003 года. В 2009 году он начал выступать за основную команду клуба, игравшего тогда в Первом дивизионе, третьем уровне в системе футбольных лиг Швеции. В следующем сезоне «Вернаму» выиграл Южную группу Первого дивизиона и получил повышение в Суперэттан. 19 мая 2011 года Садику забил свой первый гол в Суперэттан, сократив отставание его команды в гостевом матче против «Отвидаберга».
В 2012 Садику перешёл в клуб Аллсвенскана «Хельсингборг». В главной шведской футбольной лиге Садику дебютировал 2 апреля 2012 года в гостевом матче против «Норрчёпинга». А свой первый гол он забил спустя год, укрепив преимущество «Хельсингборга» в домашнем матче против «Хеккена».
В 2012 году Садику также провёл все 6 матчей «Хельсингборга» в квалификации Лиги чемпионов УЕФА.
28 июня 2014 года Садику подписал трёхлетний контракт с клубом «Мерсин Идманюрду», новичком предстоящего сезона турецкой Суперлиги. 30 августа он дебютировал в ней, в домашнем матче его команды против «Бешикташа». А спустя месяц Садику забил первый гол в турецкой Суперлиге, открыв счёт в победном гостевом поединке против «Карабюкспора».

## Карьера в сборной
В 2012 году Лорет Садику провёл 3 матча за молодёжную сборную Швеции в рамках отборочного турнира Чемпионата Европы 2013.
В сентябре 2013 года Садику получил албанское гражданство. Он был вызван главным тренером сборной Албании на товарищеский матч против Беларуси, но так и не появился на поле.
Садику также провёл 4 матча за сборную Косова, дебютировав за неё в товарищеском матче против сборной Гаити 5 марта 2014 года.

## Статистика выступлений

### В сборной
| Матчи и голы Лорета Садику за сборную Косова | Матчи и голы Лорета Садику за сборную Косова | Матчи и голы Лорета Садику за сборную Косова       | Матчи и голы Лорета Садику за сборную Косова | Матчи и голы Лорета Садику за сборную Косова | Матчи и голы Лорета Садику за сборную Косова | Матчи и голы Лорета Садику за сборную Косова |
| №                                            | Дата                                         | Место проведения                                   | Соперник                                     | Счёт                                         | Голы                                         | Соревнование                                 |
| -------------------------------------------- | -------------------------------------------- | -------------------------------------------------- | -------------------------------------------- | -------------------------------------------- | -------------------------------------------- | -------------------------------------------- |
| 1                                            | 5 марта 2014                                 | Олимпийский стадион Адем Яшари, Косовска-Митровица | Гаити                                        | 0:0                                          | —                                            | Товарищеский матч                            |
| 2                                            | 7 сентября 2014                              | Городской стадион, Приштина                        | Оман                                         | 1:0                                          | —                                            | Товарищеский матч                            |
| 3                                            | 10 октября 2015                              | Городской стадион, Приштина                        | Экваториальная Гвинея                        | 2:0                                          | —                                            | Товарищеский матч                            |
| 4                                            | 13 ноября 2015                               | Городской стадион, Приштина                        | Албания                                      | 2:2                                          | —                                            | Товарищеский матч                            |

Итого: 4 матча / 0 голов; national-football-teams.com.